# Baia di Helgoland
La baia di Helgoland, (in tedesco: Helgoländer Bucht) è una baia che forma la parte meridionale della Baia Tedesca, a sua volta una baia del Mare del Nord, situata alla foce del fiume Elba. La baia di Helgoland si estende dalla foce del fiume Elba alle isole di Helgoland e si trova tra l'isola della Frisia Orientale di Wangerooge e la penisola della Frisia Settentrionale di Eiderstedt.
Prende il nome da Helgoland, fu il luogo delle battaglie navali della prima guerra mondiale nel 1914 e nel 1917. Nel 1939 ebbe luogo anche una battaglia aerea della seconda guerra mondiale che porta il suo nome.
Nel bacino di Helgoland (Helgoländer Becken), un bacino situato a sud-ovest di Helgoland, l'ansa raggiunge i 56 metri di profondità.
È una delle più trafficate rotte di navigazione del mondo, da Amburgo e dalla foce dell'Elba allo stretto di Dover e al canale della Manica, attraversa la baia di Helgoland. L'area comprende anche riserve naturali come l'Heligoland Felssockel e il mare protetto dei Wadden, in cui si trovano i parchi nazionali del mare dei Wadden, Schleswig-Holstein (est), Amburgo (sud-est) e Bassa Sassonia (sud).
Oltre alle già citate isole di Helgoland, che formano il confine nord-occidentale della baia di Helgoland, c'è la piccola isola di Neuwerk nel sud-est, che si trova nel mare dei Wadden al largo dell'estuario dell'Elba. A sud di quest'isola si trova l'estuario del Weser e, a ovest, la baia di Jade. Il sud-ovest della baia di Helgoland vi è l'isola della Frisia Orientale di Wangerooge. A est della baia, l'Eider entra nel mare con, a nord, la penisola di Eidertedt e, a sud, la baia di Meldorf.